# Ольгино (платформа)
Ольгино — платформа Сестрорецького напрямку Жовтневої залізниці в Санкт-Петербурзі, в південно-західній частині селища Ольгино. Розташована поруч з Пісочною вулицею (автодорога М10 «Скандинавія») і Коннолахтинським проспектом (відгалужується від Пісочної вулиці і перетинає залізницю по переїзду на схід від платформи), на одноколійній дільниці перегону Лахта — Лисичин Ніс і має одну платформу, розташовану з північного боку колії. Поруч з платформою знаходиться квиткова каса.
На платформі зупиняються всі електропотяги.

## Історія
Платформа влаштована в 1911 році правлінням Товариства благоустрою Ольгино, Лахти та Бобильської..
1 червня 1952 року залізнична лінія була електрифікована.